# Singatrichona longipes
Genre
Espèce
Singatrichona longipes, unique représentant du genre Singatrichona, est une espèce d'araignées aranéomorphes de la famille des Linyphiidae.

## Distribution
Cette espèce est endémique de Singapour.

## Description
Le mâle holotype mesure 1,63 mm.

## Publication originale
- Tanasevitch, 2019 : A new genus and new records of linyphiid spiders from the Oriental Region (Aranei: Linyphiidae). Arthropoda Selecta, vol. 28, no 3, p. 448-452 (texte intégral).